# Ghiacciaio Horton
Il ghiacciaio Horton è un ghiacciaio situato sull'isola Adelaide, davanti alla costa di Loubet, nella parte occidentale della Terra di Graham, in Antartide. Il ghiacciaio si trova in particolare a est del monte Barre e del monte Gaudry, nella parte sud-orientale dell'isola, e da lì fluisce verso sud-est fino a entrare nella baia di Ryder, poco a nord del ghiacciaio Hurley.

## Storia
Il ghiacciaio Horton è stato mappato grazie a ricognizioni effettuate tra il 1948 e il 1949, e poi ancora tra il 1955 e il 1957, dalla Hunting Aerosurveys Ltd per conto del British Antarctic Survey (BAS), che all'epoca si chiamava ancora Falkland Islands and Dependencies Survey. Il ghiacciaio è stato poi così battezzato nel 1977 dal Comitato britannico per i toponimi antartici in onore di Colin P. Horton, uno dei membri del BAS che partecipò alla costruzione della vicina stazione di ricerca Rothera.